# Cladonia parasitica
Cladonia parasitica (Hoffm.) Hoffm. (1796), è una specie di lichene appartenente al genere Cladonia,  dell'ordine Lecanorales.
Il nome proprio deriva dal latino parasiticum, che significa di parassita, relativo al parassitismo, probabilmente ad indicare la sua commensalità con altre specie.

## Caratteristiche fisiche
Il sistema di riproduzione è prevalentemente sessuale. Il fotobionte è principalmente un'alga verde delle Trentepohlia, di preferenza una Trebouxia.

## Habitat
Questa specie si adatta soprattutto a climi di tipo temperato, probabilmente è una specie di origine olartica. Rinvenuta su legni e ceppi marcescenti, alcune volte sulle parti basali di tronchi di piante vive, il suo habitat ottimale sono i castagneti. Predilige un pH del substrato da molto acido a valori intermedi fra molto acido e subneutro puro. Il bisogno di umidità spazia da igrofitico a mesofitico.

## Località di ritrovamento
La specie è stata rinvenuta nelle seguenti località:

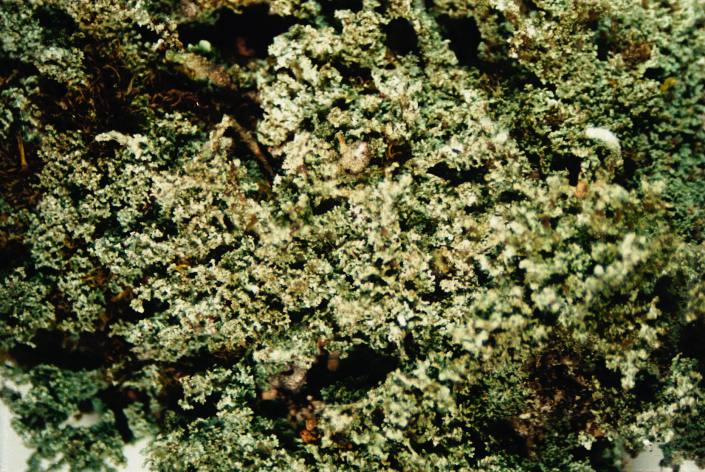
Cladonia parasitica

- USA (Alabama, Iowa, Louisiana, Maine, Maryland, Wisconsin, Mississippi, Michigan, Missouri, Cladonia parasitica, Connecticut, New Jersey, Distretto di Columbia, Florida, New York, Pennsylvania, Ohio, Rhode Island, Carolina del Sud, Vermont, Virginia Occidentale);
- Germania (Turingia, Baden-Württemberg, Brandeburgo, Essen, Renania Settentrionale-Vestfalia, Sassonia, Meclemburgo, Niedersachsen, Baviera, Renania-Palatinato, Schleswig-Holstein);
- Canada (Columbia Britannica);
- Austria (Oberösterreich);
- Spagna (Cantabria);
- Russia (Oblast di Tomsk);
- Cina (Anhui, Shaanxi, Zhejiang);
- Bhutan, Bolivia, Corea del Sud, Danimarca, Estonia, Finlandia, Giappone, Irlanda, Lituania, Lussemburgo, Mongolia, Norvegia, Paesi Bassi, Polonia, Portogallo, Regno Unito, Repubblica Ceca, Romania, Serbia, Svezia, Ungheria.

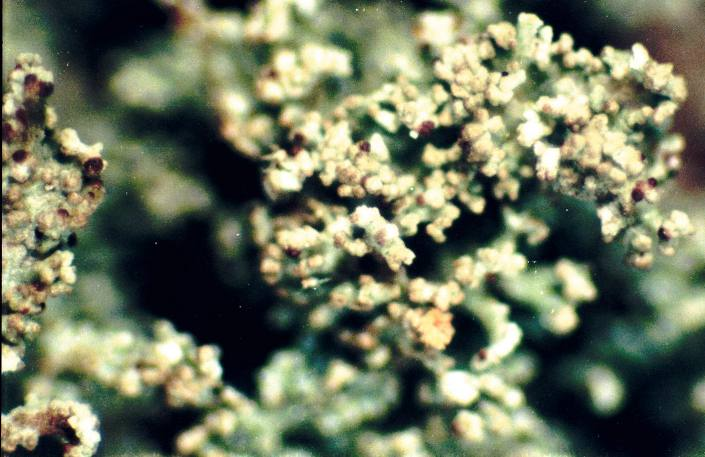
Cladonia parasitica

In Italia questa specie di Cladonia è poco rara: 
- Trentino-Alto Adige, da rara ad abbastanza rara nelle valli, assente in montagna
- Val d'Aosta, non è stata rinvenuta
- Piemonte, rara nelle zone pianeggianti e collinari, non rinvenuta lungo l'arco alpino
- Lombardia, da rara a molto rara nelle zone pedemontane alpine, non rinvenuta altrove
- Veneto, da rara a molto rara nelle zone montuose al confine col Trentino, non rinvenuta altrove
- Friuli, da rara a molto rara nelle zone montuose prealpine, non rinvenuta altrove
- Emilia-Romagna, rara lungo la dorsale appenninica
- Liguria, da piuttosto comune ad abbastanza rara lungo l'arco ligure da est verso ovest
- Toscana, poco rara nelle zone interne, non rinvenuta in quelle litoranee

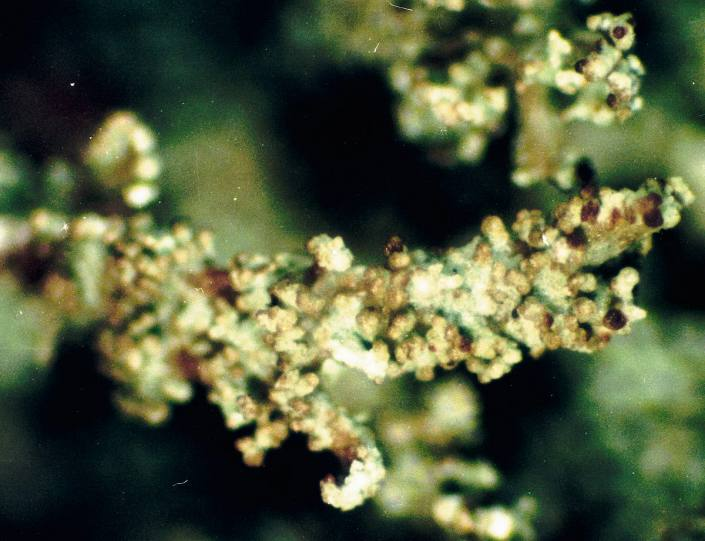
Cladonia parasitica

- Umbria, poco rara in tutta la regione
- Marche, rara in tutta la regione
- Lazio, poco rara nelle zone interne, non rinvenuta in quelle litoranee
- Abruzzi, da rara nelle zone litoranee a molto rara in quelle interne
- Molise, non è stata rinvenuta
- Campania, molto rara nelle zone interne appenniniche, piuttosto comune nel Cilento e nel casertano, non rinvenuta nelle zone litoranee
- Puglia, non è stata rinvenuta
- Basilicata, non è stata rinvenuta
- Calabria, da piuttosto rara sul litorale tirrenico a non rinvenuta sul versante ionico
- Sicilia, non è stata rinvenuta nelle zone litoranee, da poco rara a estremamente rara nelle zone interne
- Sardegna, da poco rara sul versante occidentale a estremamente rara in quello orientale.[3]

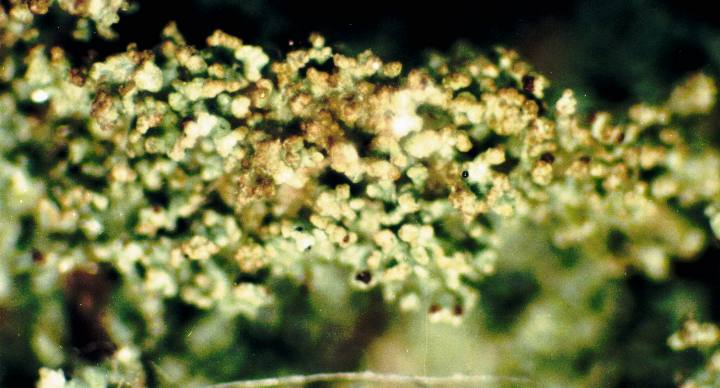
Cladonia parasitica

## Tassonomia
Questa specie e di incerta attribuzione per quanto concerne la sezione di appartenenza; a tutto il 2008 sono state identificate le seguenti forme, sottospecie e varietà:
- Cladonia parasitica f. parasitica (Hoffm.) Hoffm. (1796).
- Cladonia parasitica f. plumosa (Harm.) Grummann (1963).
- Cladonia parasitica f. pulvinata (Erichsen) Grummann (1963).
- Cladonia parasitica f. scyphosa (Zahlbr.) Grummann (1963).
- Cladonia parasitica f. squamosa (Harm.) Oxner (1968).

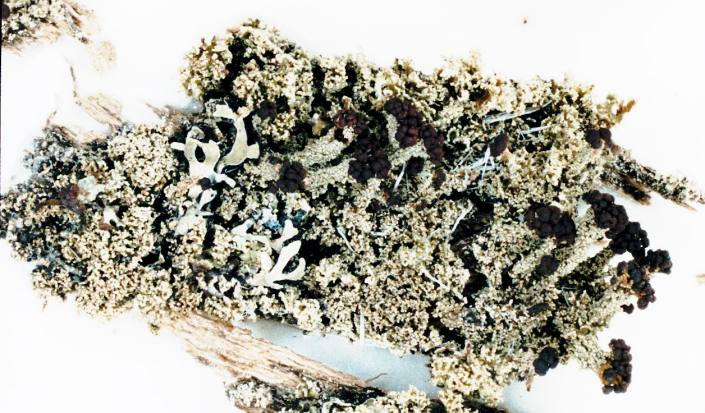
Cladonia parasitica